# Aeschnophlebia chiengmaiensis
Aeschnophlebia chiengmaiensis – gatunek ważki z rodziny żagnicowatych (Aeshnidae). Występuje w północno-zachodniej Tajlandii oraz w prowincji Junnan na południu Chin.